# День серебра
«День серебра», стилизован как «Δень Σеребра» (издание 1984 года), «Dень серебра» (издание 1994 года) и «ΔΣ» (переиздание 2002 года) — пятый «естественный» альбом группы «Аквариум». Многие (в том числе и Борис Гребенщиков) считают этот альбом вершиной творчества «Аквариума» 1980-х годов. Включён в сводку «100 магнитоальбомов советского рока» Александра Кушнира.
Борис Гребенщиков об альбоме:

Может быть, чисто музыкально не всё получилось 100 % идеально, но эта запись и этот альбом, по моему ощущению, были лучшим Аквариумом 80-х годов.— Гребенщиков, Б. Б. Краткий отчёт о 16 годах звукозаписи.

## История создания
Музыка М. И. Глинки послужила толчком к движению в нужном направлении. В это время БГ и Гаккель занимались домашним музицированием в поисках нового звука, искали его, анализируя старые находки «Аквариума» модели 1975 года, которые со временем оказались либо подзабыты, либо утеряны. Определённый намёк на подобную эстетику прослеживался ещё в композиции «Радамаэрл» из альбома «Табу». Всю весну 1984 года Гребенщиков и Гаккель писали новые песни. Под влиянием экспериментов Глинки были написаны композиции «Она не знает, что это (Сны)» и «Дело мастера Бо» и ряд новых композиций, которые оказались прямым следствием увлечения Гребенщикова и Гаккеля разнообразными мистическими явлениями и теориями — начиная от воздействия на организм холодных температур и заканчивая Кастанедой и бурной деятельностью оккультного плана. Будущий альбом станет первым альбомом тех лет, аранжировки для которого создавались дома, а не импровизировались в студии.
«День серебра» записывался на Охте в студии Тропилло, который по личной договорённости с Лидией Кобриной, директором «Мелодии», взял у неё в пользование восьмиканальный магнитофон Ampex. Таким образом, «День серебра» стал первым альбомом «Аквариума», от начала до конца записанным на профессиональной аппаратуре. Когда у группы после двухдорожечного магнитофона появилась возможность делать сознательные аранжировки и правильно микшировать композиции, оказалось, что восьми каналов группе явно не хватает. Если акустические песни легли на восемь каналов сравнительно легко, то с электрическими композициями начались сложности.
В финале «Небо становится ближе» Ляпин неудачно свёл по балансу две гитары, в «Двигаться дальше» для записи бубна пришлось на одном из каналов убрать часть гитарного соло, а в одном из фрагментов песни «Иван Бодхидхарма» Гребенщиков был вынужден имитировать гитарное соло голосом.
Обстановка в студии была близка к идеальной. Во время записи альбома группе понадобился скрипач, и в группу был приглашён профессиональный музыкант Александр Куссуль, благодаря которому скрипка надолго стала фирменным знаком звука «Аквариума». Окончательное сведение альбома происходило в начале октября 1984 года, когда в студии находились всего два человека — Тропилло и Гребенщиков.
Автором первоначального варианта оформления стал Сергей Дебижев. На обложке был изображён ацтекский символ входа и выхода: линия, которая, закручиваясь, выходит из спирали, не прервавшись. Идея такой обложки возникла у «Аквариума» под влиянием книг Карлоса Кастанеды. Позже символ переместился из центра на верх обложки, а в центр были вынесены греческие буквы Δ и Σ (дельта и сигма), которые в первом варианте были использованы как стилизованные Д и С. На обратной стороне обложки после списка песен была надпись: «Боящийся в любви несовершенен». Это неточная цитата из 1-го послания Иоанна (4:18). На новой обложке неточность была исправлена и указан источник.

## Участники записи
- БГ — голос, гитары
- Всеволод Гаккель — виолончель (3, 4, 6—9, 12), голос
- Александр Куссуль — скрипка (3, 6, 7, 9)
- Пётр Трощенков — ударные (2—5, 7—11)
- Александр Титов — бас (1—5, 7—11)
- Андрей Романов — флейты (1,8, 11, 12)
- Александр Ляпин — гитара (2—5, 7—11)
- Михаил Васильев — ударные (2, 7, 11)
- Александр Беренсон — труба (2, 9)
- Игорь Бутман — саксофон (10)

## Список композиций
Слова и музыка всех песен —  Борис Гребенщиков.
| №   | Название                                        | Длительность |
| --- | ----------------------------------------------- | ------------ |
| 1.  | «Сидя на красивом холме»                        | 1:50         |
| 2.  | «Иван Бодхидхарма»                              | 2:55         |
| 3.  | «Дело мастера Бо»                               | 4:40         |
| 4.  | «Двигаться дальше»                              | 4:15         |
| 5.  | «Небо становится ближе»                         | 6:22         |
| 6.  | «Пока не начался джаз»                          | 2:12         |
| 7.  | «Электричество»                                 | 4:22         |
| 8.  | «Она не знает, что это (Сны)»                   | 3:38         |
| 9.  | «Выстрелы с той стороны»                        | 2:14         |
| 10. | «Глаз»                                          | 3:30         |
| 11. | «Здравствуй, моя Смерть (Тема для новой войны)» | 5:29         |
| 12. | «Колыбельная»                                   | 2:47         |

| №   | Название                                                                  | Длительность |
| --- | ------------------------------------------------------------------------- | ------------ |
| 13. | «Выстрелы с той стороны» (запись с концерта в ЛТИХП 21 февраля 1984 года) | 2:26         |
| 14. | «Господин Одинокий журавль» (написана в 1974 году; записана в 2002 году)  | 1:40         |

## Факты
- «Сидя на красивом холме» — автоцитата песни «Игра наверняка» из альбома Табу («Сидя на красивом холме, видишь ли ты то, что видно мне?»).
- Бодхидхарма (Тамо, Дарума) — 28-й буддийский патриарх, 1-й патриарх (основатель) школы чань (дзэн), принёсший буддизм в Китай. Когда в песню «Иван Бодхидхарма» было решено добавить «немного труб» Гребенщиков захотел, чтобы соло на трубе было сыграно в духе мелодии Дунаевского «Весёлый ветер» из фильма «Дети капитана Гранта». Александр Беренсон скрупулёзно записывал различные варианты мелодии, предлагаемые музыкантами в нотную тетрадь, после чего выпроводил всех из студии, записал конечный вариант, а после сыграл по нотам.
- Мост Мирабо, о котором идёт речь в песне «Дело Мастера Бо», на самом деле существует и находится в Париже. Возможно, песня является отсылкой к стихотворению французского поэта Гийома Аполлинера «Мост Мирабо». Ср.:

И любовь не вернётся… Течёт вода

Под мостом Мирабо всегда.
— Гийом Аполлинер. «Мост Мирабо», 1912. Перевод Михаила Кудинова

А вода продолжает течь

Под мостом Мирабо…
— Борис Гребенщиков. «Дело Мастера Бо»
- Определённая проблема выбора была связана с закрывающей альбом «Колыбельной», которая оказалась записана в двух версиях с использованием четырёх виолончелей и трёх флейт. Первый вариант был сделан у Тропилло, второй — в Доме радио у Дмитрия Липая, где спустя полтора года был записан «Город золотой». Вариант из Дома радио — с финалом, стилизованным под менуэт XVII века, — показался музыкантам наиболее органичным, и именно он был использован в качестве коды для этого альбома.
- Бонус-трек «Выстрелы с той стороны» — это запись с концерта в ЛТИХП 21 февраля 1984 года, оттуда же в качестве бонус-треков были взяты записи песен «Уйдёшь своим путём» и «Диплом» для альбома «Ихтиология». Бонус-трек «Господин Одинокий Журавль» — это студийная запись песни, написанной за десять лет до «Дня серебра» в 1974 году, которая почти нигде не исполнялась. Запись сделана в 2002 году специально для проекта «Антология».
- Песни «Сидя на красивом холме», «Иван Бодхидхарма», «Небо становится ближе», «Электричество» и «Глаз» вошли в так называемый «Белый альбом», выпущенный «Мелодией» в 1987 году.

## Переиздания
- 1994 год — студия «Триарий» переиздала альбом в собственном оформлении. Художник Виталий Вальге, оформлявший обложку компакт-диска, забыл вписать в список песен композицию «Глаз», в свою очередь «Триарий» при подготовке компакта не сделал паузу для счётчика перед «Колыбельной», в итоге получилось, что в альбоме 11, а не 12 композиций.
- 2002 год — альбом переиздан на CD в рамках проекта «Антология». В этом издании добавлены бонус-треки.